# Bolostromus fauna
Bolostromus fauna är en spindelart som först beskrevs av Simon 1889.  Bolostromus fauna ingår i släktet Bolostromus och familjen Cyrtaucheniidae.
Artens utbredningsområde är Venezuela. Inga underarter finns listade.